# Jordi Voltas Velasco
Jordi Voltas Velasco (Barcelona, 1958) és un investigador i professor universitari català, especialitzat en genètica, ecofisiologia i millora de plantes forestals. És catedràtic de Genètica i Millora d’Espècies Forestals a la Universitat de Lleida i ha estat coordinador i cofundador de la Joint Research Unit Agrotecnio–CTFC, així com líder temàtic del grup de recerca MedForLab.
La seva recerca combina aproximacions fisiològiques, ecològiques i genètiques per entendre com les espècies vegetals mediterrànies –coníferes com Pinus halepensis o planifòlies com Quercus ilex– responen a la sequera, al dèficit de pressió de vapor i a la variabilitat tèrmica. Dins aquest marc, estudia com aquestes condicions condicionen la variació intraespecífica, els compromisos evolutius en trets funcionals i la plasticitat fenotípica. La seva recerca s’ha aplicat tant a espècies forestals com agrícoles, amb implicacions per a la selecció de material vegetal adaptat a entorns canviants.
Una de les seves línies distintives és l’ús d’isòtops estables lleugers (¹³C, ¹⁸O, ²H, ¹⁵N) com a indicadors fisiològics, que permeten rastrejar les respostes de les plantes a l’estrès hídric i tèrmic, així com reconstruir condicions ambientals passades. Aquesta metodologia ha estat aplicada també en estudis de dendroecologia i en col·laboracions amb equips d’arqueobotànica, per analitzar restes vegetals i conèixer els orígens agrícoles i ambientals de poblacions humanes de l’Holocè a la Mediterrània occidental.
Ha participat en diversos projectes col·laboratius internacionals, i ha contribuït al desenvolupament de models estadístics que integren dades fisiològiques i climàtiques per interpretar patrons d’adaptació i interacció genotip-ambient. Aquest enfocament permet millorar les estratègies de gestió forestal davant escenaris de canvi global i ha estat reconegut per la seva aportació a una silvicultura basada en el coneixement genètic, fisiològic i ambiental.
Voltas és membre actiu de la comunitat científica i ha col·laborat amb institucions com Agrotecnio i el CTFC, impulsant enfocaments interdisciplinaris en la recerca forestal. També ha participat en la comunicació científica, explicant les implicacions dels canvis climàtics sobre els boscos mediterranis i la necessitat d’una recerca aplicada per garantir-ne la persistència ecològica. Ha ocupat diferents càrrecs al Vicerectorat de Recerca, ha publicat més de 150 articles acadèmics i es troba entre els científics més citats del seu camp.